# أدوبي سبارك
أدوبي سبارك عبارة عن مجموعة متكاملة من تطبيقات إنشاء الوسائط للجوال والويب التي طورتها Adobe Systems . وهي تتألف من ثلاثة تطبيقات تصميم منفصلة: Spark Page و Spark Post و Spark Video .

## وصف
هذه الخدمة هي جزء من Creative Cloud. المحتوى يحفظ تلقائيا على السحابة. يتزامن تطبيق الويب Adobe Spark المجاني مع تطبيقات الهاتف المحمول Spark Page و Spark Post و Spark Video iOS، مما يسمح للمستخدمين بإنشاء قصتهم المرئية وتحريرها ومشاركتها من أي جهاز. تتيح تطبيقات التصميم الثلاثة للمستخدمين إنشاء وتصميم محتوى مرئي يمكن استخدامه للأعمال والتعليم ووسائل التواصل الاجتماعي، إلخ. يمكن للمستخدمين استيراد/البحث عن الصور باستخدام أي من التطبيقات الثلاثة، مع توفر فقط الصور التي تم تمييزها برخصة المشاع الإبداعي مع أداة البحث.

## تاريخ
في مايو 2014 ، أطلقت أدوبي تطبيق أدوبي فويس (Adobe Voice)، وهو تطبيق فيديو متحرك جديد لأجهزة iPad يستخدم لإنشاء «قصص» فيديو. أصبح Adobe Voice فيما بعد ما يعرف الآن باسم Adobe Spark Video.
في أبريل 2015، أطلقت أدوبي تطبيق أدوبي سليت (Adobe Slate)، وهو عبارة عن تطبيق لسرد القصص يتمحور حول النص والصور لجهاز iPad. أصبح Adobe Slate فيما بعد ما يعرف الآن باسم Adobe Spark Page. جاءت الفكرة في عام 2014، تحت الاسم الرمزي Project Luca.
في أكتوبر 2015، أطلقت أدوبي تطبيق Adobe Slate على الويب. الآن، ستتم مزامنة مشاريع Adobe Slate تلقائيًا بين إصدارات الويب وإصدارات iPad باستخدام Adobe Creative Cloud .
في ديسمبر 2015، أطلقت أدوبي تطبيق Adobe Post كتطبيق رسومات اجتماعية جديد لأجهزة iPhone وiPad. أصبح Adobe Post فيما بعد ما يعرف الآن باسم Adobe Spark Post.
في يناير 2016، أطلقت أدوبي تطبيق Adobe Voice 2.0 مع دعم iPhone الكامل لأول مرة. يتيح التطبيق للمستخدمين مزامنة المشاريع باستخدام حساب Adobe الخاص بك، مما يتيح لك إنشاء مشاريع على أحد الأجهزة وإنهائها على جهاز آخر.
في مايو 2016، أطلقت أدوبي اداة Adobe Spark، وهي أداة ويب تدمج Adobe Post و Adobe Slate و Adobe Voice معًا في نظام أساسي موحد للتصميم. مع التغيير، تمت إعادة تسمية كل تطبيق من تطبيقات iOS الثلاثة السابقة ؛ أصبح Adobe Post أصبح Adobe Spark Post ، وأصبح Adobe Slate صفحة Adobe Spark، وأصبح Adobe Voice Adobe Spark Video.

## مكونات أدوبي سبارك
- Spark Page (Slate سابقًا) هو تطبيق يستخدم لإنشاء مستندات نصية لرواية القصص عن نفسك أو عن شخص آخر تعرفه أو شيء مثير للاهتمام.
- Spark Post (المنشور سابقًا) هو تطبيق يستخدم لإنشاء رسومات اجتماعية عن نفسك أو عن شخص آخر تعرفه أو شيء مثير للاهتمام.
- Spark Video (المعروف سابقًا باسم Voice) هو تطبيق يستخدم لإنشاء قصص فيديو عن نفسك أو عن شخص آخر تعرفه أو شيء مثير للاهتمام.